# Citrus × clementina
La clementina (Citrus × clementina Yu.Tanaka, 1954) è un agrume, un ibrido tra il mandarino mediterraneo e l'arancio dolce. Per questo motivo è anche comunemente conosciuto col nome di mandarancio, che è il nome generico per gli ibridi di arancio e mandarino.

## Origine
Le prime menzioni scritte dell'ibrido risalgono al 1902.
Secondo alcune fonti, l'origine della clementina sarebbe accidentale, e il primo frutto fu scoperto da Fra Clément Rodier (da cui avrebbe anche preso il nome) nel giardino del suo orfanotrofio a Misserghin, Algeria. Si fa strada inoltre l'ipotesi che l'ibrido sia molto più antico e provenga dalla Cina o dal Giappone; il religioso algerino l'avrebbe solo introdotto nel Mediterraneo.
Dopo le prime ibridazioni agli inizi del XX secolo, fu presto evidente che si trattava di una nuova specie di Citrus (Citrus reticulata Blanco), dato che le caratteristiche rimanevano inalterate nel tempo e la riproduzione sistematica dell'agrume non dava alcun problema. Dopo decenni di coltivazione sperimentale i frutti conservavano le qualità dei primi ibridi, ed erano sempre più richiesti dal consumatore. Dal 1940 la clementina è uno degli agrumi stabilmente presenti sul mercato italiano e, negli ultimi decenni, il frutto più venduto dopo le arance.

## Descrizione
L'albero della clementina è assai simile a quello del mandarino, da cui differisce leggermente per le foglie che sono più grandi e più larghe e non hanno il caratteristico aroma del mandarino. Fiorisce e fruttifica lentamente e irregolarmente, in quanto molto suscettibile agli sbalzi di temperatura. Si ha una sola raccolta annuale tra novembre e gennaio.
Il frutto assomiglia al mandarino: le differenze principali sono da ricercarsi nel colore della polpa, decisamente più aranciato. Inoltre non è mai appiattito come i mandarini, ma sempre ben rotondo. Come il mandarino, si sbuccia e si divide in spicchi con facilità. Il gusto invece è più simile all'arancia, con un perfetto equilibrio tra l'agro e il dolce. Inoltre, a differenza del mandarino, gli spicchi della clementina sono quasi completamente privi di semi.
Le piantagioni più estese si trovano in Tunisia, Algeria, Marocco, Spagna, Italia (in Calabria, Puglia e Sicilia). Negli USA le clementine sono state coltivate fin dalla loro apparizione sul mercato, ma si sono veramente affermate solo dopo il 1977, anno in cui molti aranceti della Florida vennero distrutti da un inverno eccezionalmente rigido.

## Impieghi
La clementina viene consumata prevalentemente come frutto fresco perché ha tutte le proprietà tipiche degli agrumi, incluso un elevato contenuto di vitamina C. È spesso preferita all'arancia in quanto non eccede mai in acidità e si sbuccia più facilmente.
In cucina, viene normalmente impiegata al naturale ma può essere utilizzata per succhi, marmellate, sorbetti o sciroppi. Nella produzione di cosmetici la clementina trova applicazione nella preparazione di lozioni tonificanti e maschere per la pelle.